# Litoria nudidigita
Litoria nudidigita és una espècie de granota que viu al sud-est d'Austràlia.